# Fast Forward Eats the Tape
Fast Forward Eats the Tape é o quarto e último álbum de estúdio da banda de Hardcore melódico, Belvedere do Canadá.
Ao lado do 'Twas Hell Said Former Child é uma das suas gravações mais bem sucedidas e se tornou uma referência no gênero. O álbum contem duas músicas regravadas do seu álbum anterior, 'Twas Hell Said Former Child. São elas: "Two Minutes for Looking So Good" e "Brandy Wine".
Depois de ficarem em turnê durante 2004 e 2005, a banda decidiu se separar.

## Faixas
1. "Subhuman Nature - 2:18
2. "Three's a Crowd - 2:46
3. "Closed Doors - 3:20
4. "Unplugged - 2:27
5. "Quicksand - 2:30
6. "Two Minutes for Looking So Good - 2:43
7. "All About Perspectives - 3:02
8. "Elementally Regarded - 1:21
9. "Brandy Wine - 2:52
10. "Stain - 3:16
11. "Slaves to the Pavement - 2:59
12. "Early Retirement - 1:24
13. "Popular Inquiries into Everyday Disasters - 3:12
14. "Bad Decisions - 2:30
15. "Anesthetic - 4:08

## Banda
- Steve Rawles (Vocal, guitarra rítmica)
- Scott Marshall (Guitarra)
- Jason Sinclair (Baixo)
- Graham Churchill (Bateria)